# Gurner Robert Cunningham van Someren
Gurner Robert Cunningham van Someren (* 10. November 1913 in Nairobi; † 14. August 1997 ebenda), häufig auch G. R. C. van Someren geschrieben, war ein kenianischer Ornithologe und Botaniker.

## Leben
Van Someren war das erste von sieben Kindern von Victor Gurner Logan und seiner Frau Elizabeth Thomson van Someren, geborene Cunningham. Sein Vater kam Anfang 1910 als Arzt in das britische Protektorat Ostafrika. Cunningham van Someren wurde am George Watson’s College in Edinburgh ausgebildet und besuchte ein landwirtschaftliches College im Vereinigten Königreich. Als er 1933 nach Kenia zurückkehrte, begleitete er seinen Vater auf Safaris in fast alle damals existierenden Wildgebiete Kenias und seiner Nachbarländer, insbesondere in den Sudan und nach Tansania. Er wurde dann Mitarbeiter bei der Quin Geering Company, einem Vorläufer der Firma Fison, die in der Schädlingsbekämpfung tätig war. 1940 heiratete er Ellinor Catherine Cunningham MacDonald. Aus dieser Ehe gingen zwei Söhne hervor. Seine Frau war Entomologin bei der East Africa Research Unit in Kenia. Sie arbeitete auf dem Feld der medizinischen Entomologie und war von 1935 bis 1973 in den Medical Research Laboratories in Nairobi tätig. Bei den Queen’s Birthday Honours im Jahr 1974 wurde sie für ihre Verdienste beim Kenya Government Health Service als Member of the British Empire gewürdigt.
Mit Ausnahme einer kurzen Zeit, in der van Someren bei den Royal Army Medical Corps in Äthiopien und Somalia diente, arbeitete er bis zu seiner offiziellen Pensionierung bei Fison. Von 1975 bis 1985 war er Kurator für Vögel und Leiter der ornithologischen Abteilung der National Museums of Kenya. Van Somerens erste Aufgabe bestand darin, die Abteilung für Ornithologie zu modernisieren und den Zugang zu dokumentierten Informationen über Vögel zu verbessern, einschließlich der von seinem Vater veröffentlichten Werke. Außerdem bildete er Kenianer aus, die später eine führende Rolle in der Ornithologie übernehmen sollten, einschließlich der Leitung der Abteilung.
1944 beschrieb van Someren die Unterart Apalis melanocephala ellinorae des Schwarzkopf-Feinsängers (heute ein Juniorsynonym von Apalis melanocephala nigrodorsalis), die er nach seiner Frau benannte. 1976 beschrieb er die Königin der ostafrikanischen Ameisenart Aenictus eugenii. 1981 beschrieb er in Zusammenarbeit mit dem österreichischen Ornithologen Herbert Schifter die Unterart Chamaetylas poliocephala giloensis der Braunbrustalethe.
1949 veröffentlichte er mit seinem Vater das Buch The Birds of Bwamba (Bwamba County, Toro District, Uganda). 1989 und 1994 erschien das zweibändige Werk Van Someren’s Birds. 1991 schrieb er die Beiträge über die Mausvögel und die Trogone in der Encyclopedia of Birds von Joseph Michael Forshaw.